# Championnat du Sri Lanka de football 1999
Navigation
Saison 2000-2001
La saison 1999 du Championnat du Sri Lanka de football est la quinzième édition du championnat national de première division au Sri Lanka. Les vingt meilleures équipes du pays sont regroupées au sein d'une poule unique où elles s'affrontent une seule fois au cours de la saison. En fin de saison, les quatre premiers du classement disputent la phase finale pour le titre.
C'est le Saunders Sports Club qui remporte la compétition, après avoir battu le tenant du titre, Ratnam Sports Club, lors de la finale. C'est le neuvième titre de champion du Sri Lanka de l'histoire du club, qui réalise le doublé en s'imposant en finale de la Coupe du Sri Lanka face à Renown Sports Club.

## Les clubs participants
- Saunders Sports Club
- Renown Sports Club
- Ratnam Sports Club
- Air Force Sports Club
- Jupiter SC
- Navy SC
- Youngsters SC
- Army SC - Promu de Division 2
- Negombo Youth Sports Club - Promu de Division 2
- Police SC
- Cooray SC
- Old Benedictans SC
- Java Lane SC
- Wanathamulla Youth SC
- New Youngs SC
- Maligawatta Youth SC
- Red Diamond SC
- Hyline SC
- York SC
- Pettah United SC

## Compétition

### Classement
Le classement est établi sur le barème de points classique (victoire à 3 points, match nul à 1, défaite à 0).
| Rang | Équipe                     | Pts | J  | G  | N  | P  | Bp | Bc | Diff |
| ---- | -------------------------- | --- | -- | -- | -- | -- | -- | -- | ---- |
| 1    | Saunders Sports ClubC      | 50  | 19 | 16 | 2  | 1  | 71 | 10 | +61  |
| 2    | Renown Sports Club         | 45  | 19 | 14 | 3  | 2  | 59 | 16 | +43  |
| 3    | Air Force Sports Club      | 45  | 19 | 14 | 3  | 2  | 33 | 7  | +26  |
| 4    | Ratnam Sports ClubT        | 41  | 19 | 12 | 5  | 2  | 44 | 21 | +23  |
| 5    | Jupiter SC                 | 41  | 19 | 11 | 8  | 0  | 37 | 15 | +22  |
| 6    | Navy SC                    | 38  | 19 | 11 | 5  | 3  | 39 | 15 | +24  |
| 7    | Youngsters SC              | 31  | 19 | 9  | 4  | 6  | 33 | 27 | +6   |
| 8    | Army SCP                   | 30  | 19 | 9  | 3  | 7  | 37 | 23 | +14  |
| 9    | Negombo Youth Sports ClubP | 29  | 19 | 9  | 2  | 8  | 33 | 27 | +6   |
| 10   | Police SC                  | 25  | 19 | 7  | 4  | 8  | 39 | 29 | +10  |
| 11   | Cooray SC                  | 24  | 19 | 7  | 3  | 9  | 26 | 35 | -9   |
| 12   | Old Benedictans SC         | 23  | 19 | 7  | 2  | 10 | 30 | 35 | -5   |
| 13   | Java Lane SC               | 22  | 19 | 3  | 13 | 3  | 15 | 46 | -31  |
| 14   | Wanathamulla Youth SC      | 21  | 19 | 5  | 6  | 8  | 23 | 27 | -4   |
| 15   | New Youngs SC              | 21  | 19 | 7  | 0  | 12 | 28 | 52 | -24  |
| 16   | Maligawatta Youth SC       | 16  | 19 | 4  | 4  | 11 | 20 | 36 | -16  |
| 17   | Red Diamond SC             | 14  | 19 | 4  | 2  | 13 | 21 | 49 | -28  |
| 18   | Hyline SC                  | 12  | 19 | 3  | 3  | 13 | 15 | 58 | -43  |
| 19   | York SC                    | 8   | 19 | 1  | 5  | 13 | 16 | 51 | -35  |
| 20   | Pettah United SC           | 6   | 19 | 1  | 3  | 15 | 17 | 58 | -41  |

|  | Qualification pour la phase finale                                         |
|  | T : Tenant du titre C : Vainqueur de la Coupe du Sri Lanka P : Promu de D2 |

### Phase finale

#### Demi-finales
| Équipe 1             | Résultat | Équipe 2              |
| -------------------- | -------- | --------------------- |
| Saunders Sports Club | 2 - 1    | Air Force Sports Club |
| Ratnam Sports ClubT  | 2 - 1    | Renown Sports Club    |

#### Finale
| 11 décembre 1999 | Saunders Sports Club         | 2 - 0 | Ratnam Sports Club |  |
|                  | Karunaratne 18e · Perera 52e |       |                    |  |

## Bilan de la saison
| Championnat du Sri Lanka de football 1999                             |                                 |
| Champion                                                              | Saunders Sports Club (9e titre) |
| Coupes et trophées                                                    |                                 |
| Vainqueur de la Coupe du Sri Lanka 1999                               | Saunders Sports Club            |
| Qualifications continentales                                          |                                 |
| Coupe d'Asie des clubs champions 1999-2000                            | Aucun                           |
| Coupe des Coupes 1999-2000                                            | Aucun                           |
| Promotions et relégations                                             |                                 |
| Promus en Bristol League                                              | Inconnu                         |
| Relégués en Championnat du Sri Lanka de football de deuxième division | Inconnu                         |